# Mary Wiel-Hagberg
Bodil Mary Wiel-Hagberg, född 18 juli 1912 i Borås, död 10 juni 1976 i Björketorps församling, var en svensk målare, tecknare, grafiker och författare.  
Hon var dotter till kamreren Fritjof Wiel-Andersén och Hildur Johansson och gift med företagsekonomen Rolf Gustaf Hagberg. Hon studerade vid Borås målarskola 1952 och 1961 samt vid Varbergs konstskola 1962. Separat ställde hon bland annat ut i Fristad, Mölndal och tillsammans med Åke Braun ställde hon ut i Alingsås 1962 samt med Lennart Rytterfalk i Göteborg 1965. Hon medverkade i samlingsutställningar arrangerade av Borås och Sjuhäradsbygdens konstförening i Borås. Hennes konst består av figurer, porträtt och landskapsskildringar utförda i olja, akvarell eller pastell och linoleumsnitt. Hon utgav diktsamlingarna Med utsträckta händer 1950 och De tusen dagarna 1972.